# الأسدوح (المعافر)

تعديل مصدري - تعديل

الاسدوح هي إحدى قرى مديرية المعافر بمحافظة تعز اليمنية، بلغ تعداد سكانها 1512 نسمة حسب التعداد السكاني في اليمن في 2004.